# Walleria (owady)
Walleria – rodzaj wymarłych ważek z rodziny Isophlebiidae. Obejmuje tylko jeden opisany gatunek, W. magnifica. Żył w jurze na terenie współczesnej Azji Środkowej.

## Taksonomia
Rodzaj i gatunek typowy opisali po raz pierwszy w 2009 roku André Nel, Günter Bechly, Xavier Delclòs i Huang Diying na łamach Paleodiversity. Opisu dokonano na podstawie skamieniałości znalezionej w Formacji Karabastau na stanowisku Karatau-Michajłowka we wsi Ałlije w obwodzie turkiestańskim na południu Kazachstanu. Datuje się ją na kelowej lub oksford w jurze środkowej. Nazwę rodzajową nadano na cześć Alaina Wallera z Muzeum Historii Naturalnej w Paryżu, zaś epitet gatunkowy magnifica oznacza po łacinie „wspaniała”.

## Morfologia
Owad znany tylko z przedniego skrzydła o długości około 98 mm i szerokości około 23 mm. Głównymi żyłkami poprzecznymi antenodalnymi (położonymi przed nodulusem) były żyłka aksillarna pierwsza (Ax1) i druga (Ax2) o równoległym przebiegu. Komórka dyskoidalna wydłużona, wolna od żyłek poprzecznych, zamknięta od strony nasadowej. Komórka subdyskoidalna była pociągła, poprzeczna, od tyły zamknięta. Przestrzeń między przednią gałęzią żyłki medialnej przedniej MAa i żyłką medialną tylną była przewężona w części odsiebnej. Rejon nasadowy między żyłką medialną tylną (MP) a kubitalną przednią (CuA) nie był dwukrotnie szerszy od przestrzeni między przednią i tylną żyłką medialną. Wąska i wydłużona pterostygma zajmowała liczne komórki. Żyłki poprzeczne między żyłkami radialnymi przednią i tylną na odcinku od arkulusa do nodulusa były liczne. Za pterostygmą między żyłkami radialną przednią (RA) i pierwszą gałęzią radialnej tylnej (RP1) widniały dwa szeregi komórek. Rejon kubitalno-analny skrzydła był szeroki. Żyłka kubitalna tylna (CuP) była zakrzywiona. Między żyłkami analnymi przednią (AA) i tylną (AP) leżały dwa szeregi nieregularnych komórek. 

## Paleoekologia
Z tej samej lokalizacji znane są skamieniałości m.in.: Archizygoptera z rodzaju Protomyrmeleon, 
ważek z rodzajów Aktassia, Asiopteron, Auliella, Cymatophlebiella, Erichschmidtia, Euthemis, Hypsomelana, Juraheterophlebia, Juragomphus, Kazachophlebia, Kazakhophlebiella, Melanohypsa, Oreopteron, Paracymatophlebia, Stenophlebia, Turanopteron, widelnic z rodzajów Karanemoura i Perlariopsis, karaczanów z rodzajów Decomposita, Falcatusiblatta, Liberiblattina, Paleovia i Skok, skorków z rodzajów Archidermapteron, Asiodiplatys, Dermapteron, Protodiplatys, Semenovioloides i Turanoderma, straszyków z rodzajów Jurophasma i Phasmomimoides, prostoskrzydłych z rodzajów Aboilus, Karataogryllus, Panorpidium, Paracyrtophyllites i Probaisselcana, świerszczokaraczanów z rodzaju Blattogryllus, wciornastków z rodzaju Liassothrips, Lophionuerida z rodzajów Karataocypha i Zoropsocus, gryzków z rodzaju Paramesopsocus, pluskwiaków z rodzajów Aphidulum, Archaecorixa, Carpenterella, Gracilinervia, Heleonaucoris, Juraphis, Juleyrodes, Karatavopsyllidium, Liadopsylla, Malmopsylla, Monstrocoreus, Nectonaucoris, Neopsylloides, Poljanka, Scaphocoris i Scutellifer, chrząszczy z rodzajów Abscondus, Abolescus, Acheonus, Ampliceps, Anacapitis, Anaglyphites, Antemnacrassa, Archaeorrhynchus, Archodromus, Astenorrhinus, Belonotaris, Carabilarva, Catinius, Charonoscapha, Codemus, Cordorabus, Desmatus, Distenorrhinus, Eccoptarthrus, Exedia, Globoides, Hypnomorphus, Hypnomorphoides, Idiomorphus, Juralithinus, Karanthribus, Karatausia, Karatoma, Lapidostenus, Litholacon, Lithomerus, Lithoptychus, Lithosomus, Mesocupes, Megabrenthorrhinus, Mesogyrus, Mesotachinus, Mesoxyletus, Metabuprestium, Necromera, Negastrioides, Notocupes, Ochtebiites, Omma, Oxycorynoides, Ovrabites, Paleodytes, Parandrexis, Paragrypnites, Parahypnomorphus, Paraspercheus, Parathyrea, Platyelater, Porrhodromus, Probelus, Protocardiophorus, Protorabus, Protoscelis, Psacodromeus, Pseudocardiophorites, Ranis, Tersoides, Tersus, Tetraphalerus, Tunicopterus, Xyphosternum i Zygadenia, sieciarek z rodzajów Arbusella, Aristenymphes, Berothone, Jurosmylus, Kalligramma, Kalligrammina, Karaosmylus, Kolbasinella, Krokhathone, Meioneurites, Mesithone, Mesonymphes, Mesypochrysa, Microsmylus, Ovalofemora, Pronymphites, Sinosmylites, 
błonkówek z rodzajów Arthrogaster, Asiephialtites, Aulacogastrinus, Auliserphus, Bethylonymus, Bethylonymellus, Brachycleistogaster, Brachysyntexis, Campturoserphus, Cleistogaster, Kulbastavia, Karataoserphinus, Karataus, Karataviola, Leptocleistogaster, Leptephialtites, Megura, Mesaulacinus, Mesoserphus, Microcleistogaster, Microryssus, Oxyuroserphus, Parachexylea, Parapamphilius, Praeaulacus, Scoliuroserphus, Stephanogaster, Strophandria, Symphytopterus, Trigonalopterus i Urosyntexis, chruścików z rodzajów Karataulius i Necrotaulius, motyli z rodzajów Auliepterix, Karataunia i Protolepis, muchówek z rodzajów Archinemestrius, Archirhyphus, Archizelmira, Calosargus, Eoptychopterina, Eucorethrina, Homalocnemimus, Karatina, Kerosargus, Mesosolva, Parvisargus, Polyanka, Praemacrochile, Procramptonomyia, Proptychopterina, Protonemestrius, Protorhagio, Rhagionemestrius, Rhagionempis, Tanyochoreta, Tega, Zherikhinina oraz wojsiłek z rodzajów Gigaphlebia, Orobittacus, Orthobittacus, Orthophlebia, Prohylobittacus i Scharabittacus.